# La graine et le mulet
La graine et le mulet, traducido su título en España e Hispanoamérica como Cuscús excepto en Argentina como Cous cous, la gran cena, es una película francesa del año 2007 dirigida por Abdel Kechiche y protagonizada por Habib Boufares y Hafsia Herzi. Muestra el retrato de una familia de origen magrebí residente en la ciudad de Sète y cómo uno de sus componentes, Slimane Beiji, trata de abrir un restaurante en un viejo barco.
El largometraje fue galardonado con, entre otros, el Gran Premio del Jurado del Festival de Venecia y cuatro Premios César.

## Sinopsis
Slimane Beiji es un inmigrante tunecino de unos 60 años, está divorciado y vive con su pareja, que regenta un pequeño hotel. Cuando es despedido de su trabajo en los astilleros decide montar un restaurante de cuscús en un barco abandonado, contando con su exmujer como cocinera. Para conseguir su objetivo deberá superar las dificultades impuestas por la burocracia francesa y el enfrentamiento entre sus dos familias.

## Reparto
Como en sus películas anteriores, Kechiche decidió trabajar con actores no profesionales porque, en sus propias palabras, «aportan frescura» y declaró haber sentido una gran satisfacción al verlos pisar la alfombra roja del Festival de Venecia.
- Habib Boufares: Slimane.
- Hafsia Herzi: Rym.
- Farida Benkhetache: Karima.
- Abdelhamid Aktouche: Hamid.
- Bouraouïa Marzouk: Souad.
- Alice Houri: Julia.
- Cyril Fayre: Sergueï.
- Leila D'Issernio: Lilia.
- Abdelkader Djeloulli: Kader.
- Bruno Lochet: Mario.
- Olivier Loustau :José.
- Sami Zitouni: Majid.
- Sabrina Ouazani: Olfa.

## Premios y nominaciones
| Año  | Premio                                | Categoría                                  | Resultado |
| ---- | ------------------------------------- | ------------------------------------------ | --------- |
| 2007 | Festival de Venecia                   | León de Oro                                | Nominada  |
| 2007 | Festival de Venecia                   | Gran Premio del Jurado                     | Ganadora  |
| 2007 | Festival de Venecia                   | Premio Marcello Mastroianni (Hafsia Herzi) | Ganadora  |
| 2007 | Festival de Venecia                   | Premio FIPRESCI                            | Ganadora  |
| 2007 | Festival de Venecia                   | Premio SIGNIS - mención de honor           | Ganadora  |
| 2007 | Festival de Venecia                   | Premio del Cine Joven                      | Ganadora  |
| 2007 | Premio Louis Delluc                   | Mejor película francesa del año            | Ganadora  |
| 2008 | Prix Lumière                          | Mejor director                             | Ganadora  |
| 2008 | Prix Lumière                          | Actriz más prometedora (Hafsia Herzi)      | Ganadora  |
| 2008 | Étoiles d'Or                          | Mejor película                             | Ganadora  |
| 2008 | Étoiles d'Or                          | Mejor director                             | Ganadora  |
| 2008 | Étoiles d'Or                          | Mejor guion                                | Ganadora  |
| 2008 | Étoiles d'Or                          | Revelación femenina (Hafsia Herzi)         | Ganadora  |
| 2008 | Premios César                         | Mejor película                             | Ganadora  |
| 2008 | Premios César                         | Mejor director                             | Ganadora  |
| 2008 | Premios César                         | Mejor guion original                       | Ganadora  |
| 2008 | Premios César                         | Mejor actriz revelación (Hafsia Herzi)     | Ganadora  |
| 2008 | Premios César                         | Mejor montaje                              | Nominada  |
| 2008 | Sindicato francés de críticos de cine | Premio de la crítica a la mejor película   | Ganadora  |
| 2008 | Premios David de Donatello            | Mejor película europea                     | Nominada  |
| 2008 | Premios del Cine Europeo              | Premio FIPRESCI                            | Ganadora  |
| 2009 | Premios Independent Spirit            | Mejor película extranjera                  | Nominada  |